# Плацдарм

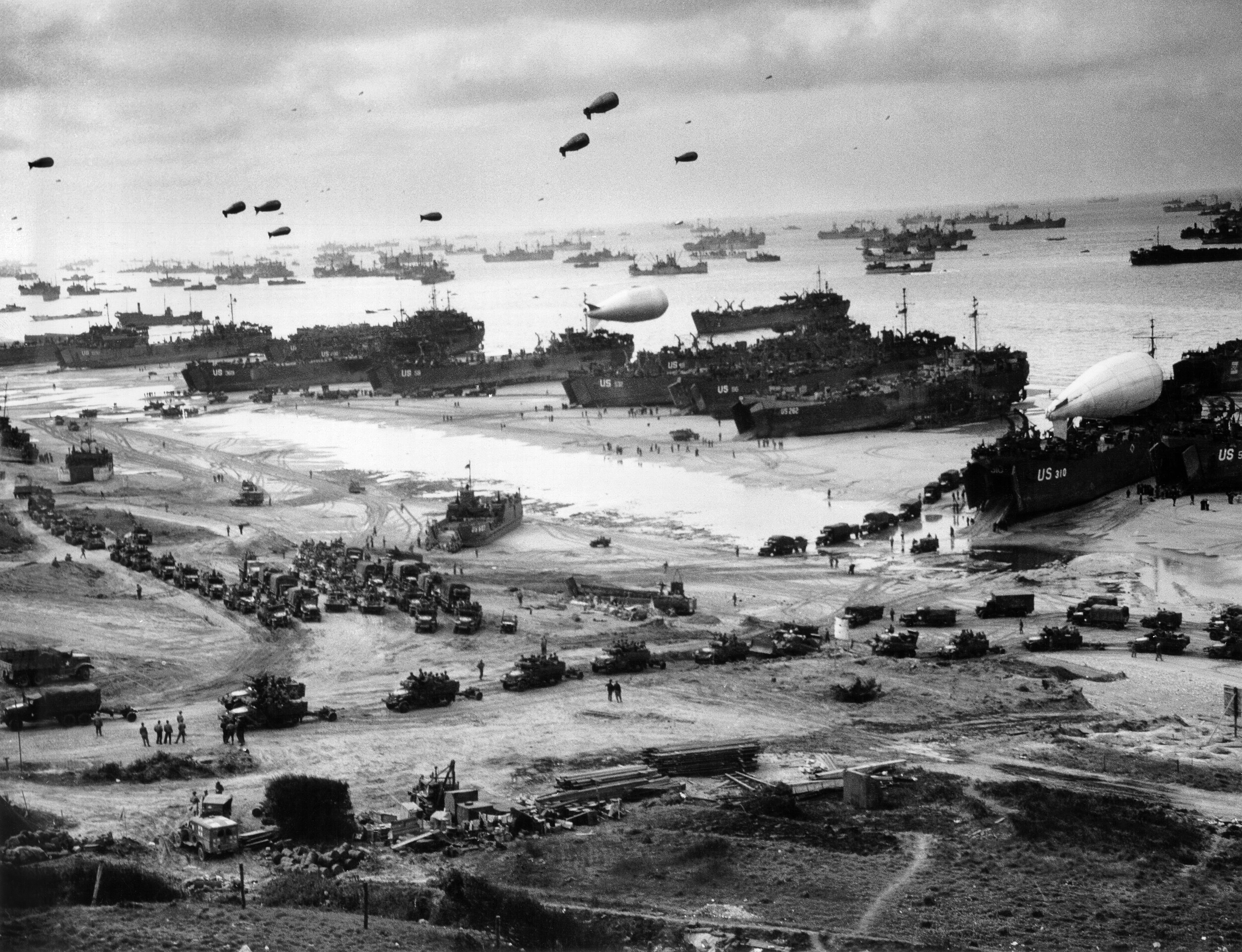
Висадка військ союзників на узбережжя Нормандії з великих десантних кораблів. Прибуття підкріплень на плацдарм «Омаха». Червень 1944

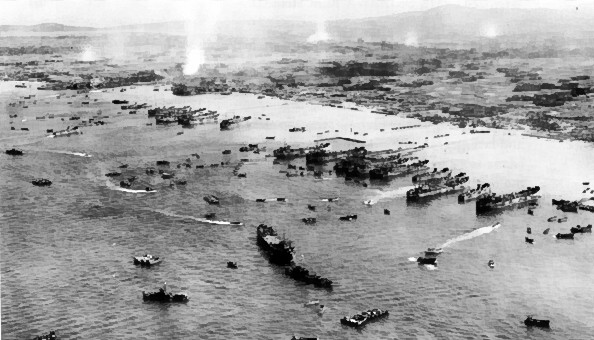
Вивантаження військ та вантажів на плацдарм під час захоплення острову Окінава американськими військами. 1945

Плацда́рм (фр. place d'armes — «збройний простір»):
1. Територія, використовувана якою-небудь державою при підготовці нападу на іншу державу як база для накопичення військ, бойової техніки і розгортання військових дій.
2. Ділянка місцевості, захоплена наступаючими військами при форсуванні водної перешкоди на протилежному його березі або утримуваний частинами, що відступають, а також район морського узбережжя, захоплений і утримуваний передовими підрозділами і частинами в морській десантній операції. Залежно від положення і розмірів, плацдарми можуть мати тактичне або оперативне значення. Тактичні плацдарми захоплюються зазвичай з ходу передовими загонами, авангардами або підрозділами (частинами) першого ешелону, а потім розширюються в оперативні силами других ешелонів і резервів, що вводяться в бій. Тактичні та оперативні плацдарми можуть захоплюватися також повітряними десантами.

У фортифікації плацдарм — простір усередині укріплень, призначений для зосередження сил перед вилазками.